# José Miguel Corvinos
José Miguel Corvinos Lafuente (Zaragoza, 5 de agosto de 1966) es un diplomático español. Es Embajador en Misión Especial para la Transformación Digital y Amenazas Híbridas (desde 2023).

## Carrera diplomática
Licenciado en Derecho, ingresó en 1993 en la carrera diplomática. Ha estado destinado en las representaciones diplomáticas españolas en Rusia, Honduras y Francia. Fue jefe de área de Política Exterior de Medio Oriente y Vocal Asesor y jefe del Gabinete Técnico del Subsecretario del Ministerio de Asuntos Exteriores y de Cooperación. Ha sido jefe adjunto del Gabinete del ministro de Asuntos Exteriores y de Cooperación (2008-2010).
Ha sido embajador de España en Cabo Verde (2010-2014), y Malasia y Brunéi (2018-2022).